# Erygia geometroides
Erygia geometroides är en fjärilsart som beskrevs av Walker 1865. Erygia geometroides ingår i släktet Erygia och familjen nattflyn. Inga underarter finns listade i Catalogue of Life.